# この道 (ラジオ番組)
この道（このみち）は、みちのくレコードの米興二がパーソナリティーを務めたラジオ番組。東北6県の6つのラジオ局で放送していた。

## パーソナリティー
米興二（歌手・みちのくレコード所属）

## ネット局
以下の局が当番組を放送していた。また、放送時間はJST。
- 山形放送 - 土曜日 18:10 - 18:25、再放送・日曜日5:30 - 5:45
- 青森放送・IBC岩手放送 - 日曜日 5:45 - 6:00
- 秋田放送 - 日曜日 5:20 - 5:35
- 東北放送・ラジオ福島 - 日曜日 7:30 - 7:45

## 番組内容
東日本大震災から復興を応援する歌「この道」を聞きつつ、みちのくに関する曲について解説するコーナーとみちのくレコードに所属する歌手の歌を中心に「演歌」を放送する番組。

## その他
- 以前に放送した回について、ユーチューブで視聴出来るようになっていて、「みちのくレコード」のHPでも検索方法について説明をしている。